# Fritz-Walter-Medaille
La Fritz-Walter-Medaille (in italiano medaglia Fritz Walter) è un premio che viene assegnato annualmente dalla Deutscher Fußball-Bund ai migliori giovani calciatori tedeschi.
Istituito nel 2005, vengono premiati con una medaglia d'oro, una d'argento e una di bronzo i tre migliori giocatori delle categorie Under-19, Under-18 e Under-17 e le tre migliori giovani giocatrici. Il premio è stato intitolato a Fritz Walter, capitano della Nazionale tedesca occidentale vincitrice del Mondiale 1954, scomparso nel 2002.
Alle squadre di appartenenza dei giocatori premiati viene corrisposto un premio in denaro pari a 20.000 euro per la medaglia d'oro, 15.000 per quella d'argento e 10.000 per quella di bronzo come riconoscimento per la formazione dei giovani calciatori.

## Albo d'oro

### 2005
La prima edizione del premio è stata assegnata il 12 ottobre 2005 all'AOL-Arena di Amburgo prima della partita Germania-Cina.
| Medaglia | Under-19                                  | Under-18                              | Under-17                             | Donne                                 |
| -------- | ----------------------------------------- | ------------------------------------- | ------------------------------------ | ------------------------------------- |
| Oro      | Florian Müller (Bayern Monaco)            | Marc-André Kruska (Borussia Dortmund) | Sergej Evljuskin (Wolfsburg)         | Anja Mittag (Turbine Potsdam)         |
| Argento  | Manuel Neuer (Schalke 04)                 | Sören Halfar (Hannover 96)            | Daniel Halfar (Kaiserslautern)       | Patricia Hanebeck (2001 Duisburg)     |
| Bronzo   | Eugen Polanski (Borussia Mönchengladbach) | Kevin-Prince Boateng (Hertha Berlino) | Sebastian Tyrała (Borussia Dortmund) | Célia Okoyino da Mbabi (Bad Neuenahr) |

### 2006
La seconda edizione del premio è stata assegnata il 16 agosto 2006 alla Veltins-Arena di Gelsenkirchen prima della partita Germania-Svezia.
| Medaglia | Under-19                                  | Under-18                         | Under-17                               | Donne                          |
| -------- | ----------------------------------------- | -------------------------------- | -------------------------------------- | ------------------------------ |
| Oro      | Kevin-Prince Boateng (Hertha Berlino)     | Sergej Evljuskin (Wolfsburg)     | Lars Bender (Monaco 1860)              | Anna Blässe (USV Jena)         |
| Argento  | Robert Fleßers (Borussia Mönchengladbach) | Alexander Eberlein (Monaco 1860) | Marko Marin (Borussia Mönchengladbach) | Nadine Keßler (Saarbrücken)    |
| Bronzo   | Daniel Adlung (Greuther Fürth)            | José-Alex Ikeng (Stoccarda)      | Sven Bender (Monaco 1860)              | Stefanie Draws (Neubrandenbur) |

### 2007
La terza edizione del premio è stata assegnata il 12 settembre 2007 al RheinEnergieStadion di Colonia prima della partita Germania-Romania.
| Medaglia | Under-19                      | Under-18                               | Under-17                         | Donne                             |
| -------- | ----------------------------- | -------------------------------------- | -------------------------------- | --------------------------------- |
| Oro      | Benedikt Höwedes (Schalke 04) | Marko Marin (Borussia Mönchengladbach) | Patrick Funk (Stoccarda)         | Babett Peter (Turbine Potsdam)    |
| Argento  | Manuel Konrad (Friburgo)      | Eric Maxim Choupo-Moting (Amburgo)     | Konstantin Rausch (Hannover 96)  | Katharina Baunach (Bayern Monaco) |
| Bronzo   | Jérôme Boateng (Amburgo)      | Stefan Reinartz (Bayer Leverkusen)     | Nils Teixeira (Bayer Leverkusen) | Bianca Schmidt (Turbine Potsdam)  |

### 2008
La quarta edizione del premio è stata assegnata il 20 agosto 2008 all'EasyCredit-Stadion di Norimberga prima della partita Germania-Belgio.
| Medaglia | Under-19                        | Under-18                               | Under-17                                 | Donne                      |
| -------- | ------------------------------- | -------------------------------------- | ---------------------------------------- | -------------------------- |
| Oro      | Dennis Diekmeier (Werder Brema) | Toni Kroos (Bayern Monaco)             | Manuel Gulde (Hoffenheim)                | Jana Burmeister (Jena)     |
| Argento  | Florian Jungwirth (Monaco 1860) | Sebastian Rudy (Stoccarda)             | Lennart Hartmann (Hertha Berlino)        | Kim Kulig (Sindelfingen)   |
| Bronzo   | Marcel Risse (Bayer Leverkusen) | Richard Sukuta-Pasu (Bayer Leverkusen) | Shervin Radjabali-Fardi (Hertha Berlino) | Valeria Kleiner (Friburgo) |

### 2009
La quinta edizione del premio è stata assegnata il 9 settembre 2009 all'AWD-Arena di Hannover prima della partita Germania-Azerbaigian.
| Medaglia | Under-19                        | Under-18                      | Under-17                                         | Donne                                   |
| -------- | ------------------------------- | ----------------------------- | ------------------------------------------------ | --------------------------------------- |
| Oro      | Lewis Holtby (Schalke 04)       | Marco Terrazzino (Hoffenheim) | Mario Götze (Borussia Dortmund)                  | Marina Hegering (2001 Duisburg)         |
| Argento  | Konstantin Rausch (Hannover 96) | Sören Bertram (Amburgo)       | Reinhold Yabo (Colonia)                          | Alexandra Popp (2001 Duisburg)          |
| Bronzo   | André Schürrle (Magonza)        | Felix Kroos (Hansa Rostock)   | Marc-André ter Stegen (Borussia Mönchengladbach) | Dzsenifer Marozsán (1. FFC Francoforte) |

### 2010
La sesta edizione del premio è stata assegnata il 7 settembre 2010 al RheinEnergieStadion di Colonia prima della partita Germania-Azerbaigian.
| Medaglia | Under-19                                 | Under-18                        | Under-17                       | Donne                              |
| -------- | ---------------------------------------- | ------------------------------- | ------------------------------ | ---------------------------------- |
| Oro      | Peniel Mlapa (Monaco 1860)               | Mario Götze (Borussia Dortmund) | Timo Horn (Colonia)            | Svenja Huth (1. FFC Francoforte)   |
| Argento  | Stefan Bell (Magonza)                    | Reinhold Yabo (Colonia)         | Andre Hoffmann (Duisburg)      | Ramona Petzelberger (Bad Neuenahr) |
| Bronzo   | Shervin Radjabali-Fardi (Hertha Berlino) | Matthias Zimmermann (Karlsruhe) | Kolja Pusch (Bayer Leverkusen) | Kyra Malinowski (SGS Essen)        |

### 2011
La settima edizione del premio è stata assegnata il 10 agosto 2011 alla Mercedes-Benz Arena di Stoccarda prima della partita Germania-Brasile.
| Medaglia | Under-19                                         | Under-18                             | Under-17                         | Donne                            |
| -------- | ------------------------------------------------ | ------------------------------------ | -------------------------------- | -------------------------------- |
| Oro      | Marc-André ter Stegen (Borussia Mönchengladbach) | Julian Draxler (Schalke 04)          | Emre Can (Bayern Monaco)         | Johanna Elsig (Bayer Leverkusen) |
| Argento  | Matthias Zimmermann (Karlsruhe)                  | Sonny Kittel (Eintracht Francoforte) | Robin Yalçın (Stoccarda)         | Luisa Wensing (2001 Duisburg)    |
| Bronzo   | Kevin Volland (Monaco 1860)                      | Markus Mendler (Norimberga)          | Odisseas Vlachodimos (Stoccarda) | Melanie Leupolz (Friburgo)       |

### 2012
L'ottava edizione del premio è stata assegnata il 7 settembre 2012 all'AWD-Arena di Hannover prima della partita Germania-Isole Fær Øer.
| Medaglia | Under-19                      | Under-18                        | Under-17                  | Donne                        |
| -------- | ----------------------------- | ------------------------------- | ------------------------- | ---------------------------- |
| Oro      | Antonio Rüdiger (Stoccarda)   | Matthias Ginter (Friburgo)      | Leon Goretzka (Bochum)    | Lena Lotzen (Bayern Monaco)  |
| Argento  | Andre Hoffmann (Duisburg)     | Thomas Pledl (Monaco 1860)      | Max Meyer (Schalke 04)    | Lina Magull (Gütersloh 2009) |
| Bronzo   | Patrick Rakovsky (Norimberga) | Dominik Kohr (Bayer Leverkusen) | Pascal Itter (Norimberga) | Sara Däbritz (Friburgo)      |

### 2013
La nona edizione del premio è stata assegnata il 14 agosto 2013 al Fritz-Walter-Stadion di Kaiserslautern prima della partita Germania-Paraguay.
| Medaglia | Under-19                        | Under-18                       | Under-17                   | Donne                         |
| -------- | ------------------------------- | ------------------------------ | -------------------------- | ----------------------------- |
| Oro      | Matthias Ginter (Friburgo)      | Kevin Akpoguma (Karlsruhe)     | Timo Werner (Stoccarda)    | Melanie Leupolz (Friburgo)    |
| Argento  | Yannick Gerhardt (Colonia)      | Joshua Kimmich (Stoccarda)     | Julian Brandt (Wolfsburg)  | Sara Däbritz (Friburgo)       |
| Bronzo   | Dominik Kohr (Bayer Leverkusen) | Anthony Syhre (Hertha Berlino) | Donis Avdijaj (Schalke 04) | Franziska Jaser (Thannhausen) |

### 2014
| Medaglia | Under-19                   | Under-18                          | Under-17                      | Donne                            |
| -------- | -------------------------- | --------------------------------- | ----------------------------- | -------------------------------- |
| Oro      | Niklas Stark (Norimberga)  | Julian Brandt (Bayer Leverkusen)  | Benedikt Gimber (Hoffenheim)  | Sara Däbritz (Friburgo)          |
| Argento  | Max Meyer (Schalke 04)     | Levin Öztunalı (Bayer Leverkusen) | Damir Bektic (Hertha Berlino) | Pauline Bremer (Turbine Potsdam) |
| Bronzo   | Joshua Kimmich (RB Lipsia) | Jonas Föhrenbach (Friburgo)       | Timo Königsmann (Hannover 96) | Jasmin Sehan (Wolfsburg)         |

### 2015
L'undicesima edizione del premio è stata assegnata il 4 settembre 2015 a Francoforte sul Meno.
| Medaglia | Under-19                        | Under-18 | Under-17                           | Donne                             |
| -------- | ------------------------------- | -------- | ---------------------------------- | --------------------------------- |
| Oro      | Jonathan Tah (Bayer Leverkusen) |          | Felix Passlack (Borussia Dortmund) | Pauline Bremer (Turbine Potsdam)  |
| Argento  | Timo Werner (Stoccarda)         |          | Niklas Dorsch (Bayern Monaco)      | Nina Ehegötz (Colonia)            |
| Bronzo   | Lukas Klostermann (RB Lipsia)   |          | Constantin Frommann (Friburgo)     | Laura Freigang (TSV Schott Mainz) |

### 2016
La dodicesima edizione del premio è stata assegnata il 31 agosto 2016 a Mönchengladbach.
| Medaglia | Under-19                             | Under-18 | Under-17                       | Donne                      |
| -------- | ------------------------------------ | -------- | ------------------------------ | -------------------------- |
| Oro      | Benjamin Henrichs (Bayer Leverkusen) |          | Gian-Luca Itter (Wolfsburg)    | Nina Ehegötz (Colonia)     |
| Argento  | Philipp Ochs (Hoffenheim)            |          | Kai Havertz (Bayer Leverkusen) | Anna Gerhardt (Colonia)    |
| Bronzo   | Maximilian Mittelstädt (Herta BSC)   |          | Arne Maier (Herta BSC)         | Tanja Pawollek (Rosenhöhe) |

### 2017
La tredicesima edizione del premio è stata assegnata il 4 settembre 2017 a Stoccarda, nell'ambito dell'incontro di qualificazione ai Mondiali della Germania contro la Norvegia.
| Medaglia | Under-19                             | Under-18 | Under-17                   | Donne                                  |
| -------- | ------------------------------------ | -------- | -------------------------- | -------------------------------------- |
| Oro      | Salih Özcan (Colonia)                |          | Jann-Fiete Arp (Amburgo)   | Jana Feldkamp (SGS Essen)              |
| Argento  | Aymen Barkok (Eintracht Francoforte) |          | Manuel Mbom (Werder Brema) | Janina Minge (Friburgo)                |
| Bronzo   | Gökhan Gül (Fortuna Düsseldorf)      |          | Lukas Mai (Bayern Monaco)  | Sophia Kleinherne (1. FFC Francoforte) |

### 2018
La quattordicesima edizione del premio è stata assegnata il 9 settembre 2018 a Sinsheim nell'ambito della partita internazionale della squadra nazionale tedesca contro il Perù.
| Medaglia | Under-19                       | Under-18 | Under-17                             | Donne                                  |
| -------- | ------------------------------ | -------- | ------------------------------------ | -------------------------------------- |
| Oro      | Kai Havertz (Bayer Leverkusen) |          | Noah Katterbach (Colonia)            | Tanja Pawollek (1. FFC Francoforte)    |
| Argento  | Arne Maier (Hertha Berlino)    |          | Oliver Batista Meier (Bayern Monaco) | Sophia Kleinherne (1. FFC Francoforte) |
| Bronzo   | Manuel Wintzheimer (Amburgo)   |          | Luka Unbehaun (Borussia Dortmund)    | Lena Oberdorf (SGS Essen)              |

### 2019
La quindicesima edizione del premio è stata assegnata il 6 settembre 2019 ad Amburgo nell'ambito dell'incontro di qualificazione all'Europeo 2020 tra la nazionale maschile tedesca e i Paesi Bassi.
| Medaglia | Under-19                           | Under-18 | Under-17                         | Donne                      |
| -------- | ---------------------------------- | -------- | -------------------------------- | -------------------------- |
| Oro      | Nicolas Kühn (Ajax)                |          | Karim Adeyemi (Liefering)        | Klara Bühl (Friburgo)      |
| Argento  | Josha Vagnoman (Amburgo)           |          | Jordan Meyer (Stoccarda)         | Lena Oberdorf (SGS Essen)  |
| Bronzo   | Yann Aurel Bisseck (Holstein Kiel) |          | Lazar Samardzic (Hertha Berlino) | Gia Corley (Bayern Monaco) |

### 2020
La sedicesima edizione del premio è stata assegnata il 18 agosto 2020.
| Medaglia | Under-19                     | Under-18 | Under-17                         | Donne                       |
| -------- | ---------------------------- | -------- | -------------------------------- | --------------------------- |
| Oro      | Noah Katterbach (Colonia)    |          | Florian Wirtz (Bayer Leverkusen) | Lena Oberdorf (Wolfsburg)   |
| Argento  | Kevin Ehlers (Dinamo Dresda) |          | Torben Rhein (Bayern Monaco)     | Gia Corley (Bayern Monaco)  |
| Bronzo   | Frederik Jäkel (Ostenda)     |          | Luca Netz (Hertha Berlino)       | Carlotta Wamser (SGS Essen) |